# Mizser Attila (író)
Mizser Attila (Losonc, 1975. január 26. –) felvidéki magyar író, költő, irodalomtörténész, szerkesztő.

## Pályafutása
2017-től az egri Eszterházy Károly Egyetem tanára, 2016-tól az Irodalmi Szemle (Pozsony) főszerkesztője. Szépirodalmi munkái, tanulmányai, kritikái 1994-től jelennek meg folyóiratokban, antológiákban. Tagja a Magyar Tudományos Akadémia Köztestületének. 2008-tól 2016-ig a Palócföld irodalmi, művészeti, közéleti folyóirat főszerkesztője volt. 2012-től a Trauma és Gender Kutatócsoport tagja. Az 5K Központ tanára. 2016-ban a füleki FOLT művészeti műhely megalapítója.

## Tanulmányok
- 2001-2004 Nappali tagozatos doktorandusz, Miskolci Egyetem, Irodalomtudományi Doktori Iskola, A modern irodalom történeti és elméleti modelljei című program. Fokozatszerzés (PhD): 2012
- 1995-2000 Magyar nyelv és irodalom bölcsész és tanári szak, Miskolci Egyetem

## Díjak
- 2012 A Nemzeti Kulturális Alap alkotói ösztöndíja
- 2009 Madách-Posonium Különdíj
- 2008 Gion Nándor ösztöndíj
- 2007 A Nemzeti Kulturális Alap Szépirodalmi Szakmai Kollégiumának ösztöndíjasa
- 2005 és 2006 Miskolc város ösztöndíjasa (Alkotói ösztöndíj, Egyszeri alkotói ösztöndíj)
- 2005 Mikszáth-pályázat díjazottja
- 2005 Székely János ösztöndíj
- 2004 Móricz Zsigmond-ösztöndíj
- 2001 Madách Imre nívódíj
- 2003 Mikszáth-pályázat díjazottja
- 1996 Márai Sándor ösztöndíj

## Publikációk

### Kötetek
- Cselek hallgatásra; Kalligram–Kalligram Polgári Társulás, Pozsony–Dunaszerdahely, 2016
- Apokalipszis poszt. Az apokaliptikus hagyomány a huszadik század második felének magyar prózairodalmában; Media Nova M, Dunaszerdahely, 2014
- Lapos vidék (esszék, kritikák, tanulmányok, Nap, Dunaszerdahely, 2012, Kaleidoszkóp Könyvek)
- Köz (versek, Kalligram, Pozsony, 2008)
- Ami marad (esszé- és recenziókötet, Nap, Dunaszerdahely, 2007, Kaleidoszkóp Könyvek)
- Szöktetés egy zsúfolt területre. Részregény; Kalligram, Pozsony, 2005
- Szakmai gyakorlat külföldön (versek, Kalligram, Pozsony, 2003)
- Hab nélkül (versek, AB-ART, Pozsony, 2000)

### Fordításban megjelent mű
- Attila MIZSER: Fuga verso un’ arrea affollata (ford.: Monica Savoia), Istituto Balassi, 2008

### Tanulmányok folyóiratokban, antológiákban
- Sötétebbik oldal (Tanulmány Márton Lászlóról). Irodalmi Szemle, 2012/április, 60-68.
- Lovasiskola (Az írás rendje és ideje Hajnóczy Péter A halál kilovagolt Perzsiából című kisregényében). Irodalmi Szemle, 2011/augusztus, 12-20.
- Miksz – át(h) –iratok. In Alabán Ferenc (szerk.): Az interkulturális kommunikáció Mikszáth Kálmán műveiben. Budapest: Hungarovox, 2010. 37-43.
- „Térerő” (Kánon és kulturális idegenség). Partitúra, 2010/1. 91-96.
- A másolás melankóliája. Partitúra, 2010/2.
- Devizaárfolyamok. (Paradigmák, váltások a [szlovákiai] magyar irodalomban) Magyar Napló, 2010/június
- A fordulat hagyománya. Éleslövészet, avagy találatok egy Grendel-regényben. In Lengyel Attila (szerk.): Miskolci Egyetem, Doktoranduszok Fóruma, Miskolc, 2002. november 6. Miskolc: ME Innovációs és Technológia Transzfer Centrum, 2003. 79-81.
- A sötétebbik oldal (Márton László: Árnyas főutca). Irodalmi Szemle, 2012/március

### Recenziók, kritikák
- Tükrök által (Pályatükrök. Húsz portré fiatal alkotókról). Műút, 201018. 83-84.
- Csomópontok (Csobánka Zsuzsa: Bog), Műút, 200915. 80-81.
- T. Szabó Levente: Mikszáth, a kételkedő modern. A vörös postakocsi, 2009/Ősz, 122-123.

- 1003: nőodüsszea – avagy számos kaland (Kukorelly Endre: Ezer és 3), Műút, 2009014. 81-82.[4]
- Nekünk nyolc (Farkas Péter: Nyolc perc) Alföld, 2008/5. 97-100.
- A súlytalanság terhe (Bedecs László: Beszélni nehéz), Árgus, 2007/3.
- Vonzások és válások (Háy János: Házasságon innen és túl), Alföld, 2007/09.
- …Vagy Nyugat, avagy a jászi anziksz (Jász Attila: XANTUSiana), Műút, 2007/2. 64-65.
- Vízállásjelentés (Hizsnyai Zoltán: Bárka és ladik). In H. Nagy Péter (szerk.): Disputák között. Somorja – Dunaszerdahely: Fórum Kisebbségkutató Intézet – Lilium Aurum, 2004. 169-1973.
- A legvidámabb BARAK. (Barak László: Miféle szerzet vagy te?) Kalligram, 2004/5. 116-119.

### Szerkesztett művek
- 2008–2016 között a Palócföld irodalmi, művészeti, közéleti folyóirat főszerkesztője
- 2008–tól A Palócföld Könyvek sorozatszerkesztője, esetenként szerkesztője is. Megjelent kiadványok:
- Handó Péter: Alvó konfliktusok mezején (kulturális antropológiai monográfia, BBMKKI, Palócföld Könyvek, Salgótarján, 2008) – sorozatszerkesztő
- Nagy Csilla: Magánterület (kritikák, recenziók, tanulmányok, BBMKKI, Palócföld Könyvek, Salgótarján, 2008) – sorozatszerkesztő és felelős szerkesztő
- „Ezek a kedves kis portékák…” Rezonanciák Mikszáthra (kortárs irodalmi antológia, Palócföld Könyvek, Salgótarján, 2010) – sorozatszerkesztő és felelős szerkesztő
- Szávai Attila: Optikai tuning (próza, Palócföld Könyvek, Salgótarján: 2009.)– sorozatszerkesztő és felelős szerkesztő
- Zsibói Gergely: Napborulás (próza, Palócföld Könyvek, Salgótarján, 2009.) – sorozatszerkesztő
- Kupcsulik Ágnes: Fénycsapda (vers, Palócföld Könyvek, Salgótarján, 2009.) – sorozatszerkesztő és felelős szerkesztő
- "S mást tevél-e te?". Rezonanciák Madáchra; szerk. Mizser Attila; Balassi Bálint Megyei Könyvtár, Salgótarján, 2014 (Palócföld könyvek)

- 2005 – 2007 A JAK–Füzetek sorozatszerkesztője Kabai Lóránttal. Megjelent kötetek:
- Filozófia és irodalom. JAK – L’Harmattan, Bp., 2008
- Egészrész. Fiatal költők antológiája. JAK – L’Harmattan, Bp., 2007
- Amihez mindenki ért… Kultúratudományi tanulmányok. JAK-L’Harmattan, Bp., 2007
- Varga Zoltán Tamás: A kert. Lassú mozgás. JAK – L’Harmattan, Bp., 2007
- Szilágyi-Nagy Ildikó: Valami jó testnyílás. JAK – L’Harmattan, Bp., 2007
- Dunajcsik Mátyás: Repülési kézikönyv. JAK–L’Harmattan, Bp., 2007
- Málik Roland: Ördög. JAK-L’Harmattan, Bp., 2006
- Turányi Tamás: Kerek szeptember. JAK-L’Harmattan, Bp., 2006
- Nemes Zoltán Márió: Alkalmi magyarázatok a húsról. JAK-L’Harmattan, Bp., 2006
- Sopotnik Zoltán: Az őszinteség közepe. JAK-L’Harmattan, Bp., 2006
- Tétényi Csaba: Akkor sem biztosítási esemény. JAK-L’Harmattan, Bp., 2006
- Kiss Tibor: Ventilátor blues. JAK-L’Harmattan, Bp., 2006

- További szerkesztett tanulmány- és verskötetek:
- Kultúrák között II. A III., IV. és V. Interkulturális Diákkonferencia válogatott előadásai, Miskolc: ME-BTK Modern Magyar Irodalomtörténeti Tanszék, 2007. (Nagy Csillával közösen)
- Szászi Zoltán: Alátét, Plectrum, 2006
- Vankó Attila: Hullámhosz belőve, Plectrum, 2006
- Szászi Zoltán: Távolban föld, Plectrum, 2005
- Kultúrák között. Az I. és II. Interkulturális Diákkonferencia válogatott előadásai, Miskolc: ME-BTK Modern Magyar Irodalomtörténeti Tanszék, 2004. (Deák Istvánnal és Kabai Lóránttal közösen)

### Közlések antológiákban
- Szlovákiai magyar szépirodalom (2007, SZMÍT – Pozsony)
- Szlovákiai magyar szép versek antológia 2006-ig több alkalommal (SZMÍT – Pozsony)
- Kortárs irodalmi olvasókönyv. Szemelvények, íróportrék, bibliográfia. (Budapest, Balassi Bálint Magyar Kulturális Intézet, 2005)
- Zsé arca /Szlovákia Magyar Szép Versek/ (Lilium Aurum-SZMÍT 2004)
- Mintakéve. (Kalligram, Pozsony, 2004)
- Disputák között (tanulmányok, esszék, kritikák, Lilium Aurum, 2004)
- Förtelmes Kaszálógép.(Madách Könyvkiadó, Pozsony 2003)
- Angyalzsugor.( AB-ART, Pozsony, 1997)
- Kapufa a Parnasszuson. (Madách, Pozsony, 1993)

### Róla
- Balla Zsófia: Magánszöveg. Látszólag könnyen ír, de válaszai nem kételymentesek (szakmai gyakorlat külföldön). Új Szó/Könyvjelző, 2003. július 10. [www.ujszo.sk]
- Bedecs László: Ex libris. Élet és Irodalom, 2009. január 23.
- Csehy Zoltán: Minotaurus lakcíme (szakmai gyakorlat külföldön). Új Szó/Könyvjelző, 2003. július 10. [www.ujszo.sk]
- Deák István: „személyünk adta ócska partvonal” (szakmai gyakorlat külföldön). Kalligram, 2004. december, 100-104.
- k.kabai lóránt: „Csak játék legyen, játék helyett” (Szöktetés egy zsúfolt területre). Magyar Narancs, 2005. augusztus 4. 48-49.
- Falvai Mátyás: Mizser Attila: Szöktetés egy zsúfolt területre. Szépirodalmi Figyelő, 2006/2.
- Herczeg Ákos: A köz épp pálya. Mizser Attila Köz című kötetéről. Új Hegyvidék, 2009-2010. 1-4.
- Koncz Tamás: Szavak szöktetése (Szöktetés egy zsúfolt területre). Napút, 2006/3.
- Kovács Béla Lóránt: „Mint nagy tudósok a viccet.” (szakmai gyakorlat külföldön). Alföld, 2004/8. 102-106.
- Láng Zsolt: Felemás játék (Szöktetés egy zsúfolt területre). ÉS, 2005. 09. 30. www.es.hu
- Lovas Anett Csilla: „életre elhelyezhetett mondatok”. Csobánka Zsuzsa: Hideg bűnök. Kulter.hu
- Nagy Csilla: „nyelvében él a helyzet” (Szöktetés egy zsúfolt területre). Alföld, 2007/2. 103-107.
- Németh Zoltán: Az identitás és kánon problematikája a szlovákiai magyar irodalomban. Irodalomtörténet, 2005/2. 181-187.
- Sánta Szilárd, „Mélyebbre ne merülj!” (Hab nélkül). Kalligram, 2002. május, 94-98.
- Szabó Marietta: Neubauer Pál Krisztus arca című novellájának értelmezése
- Vajda Barnabás: Klára sikamlós nyelvéről és az egyenes beszédről. Új forrás, 2005/7.